# 호박 (화석)

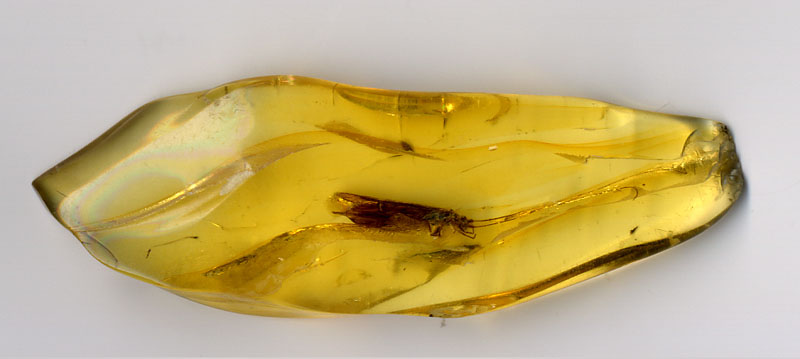

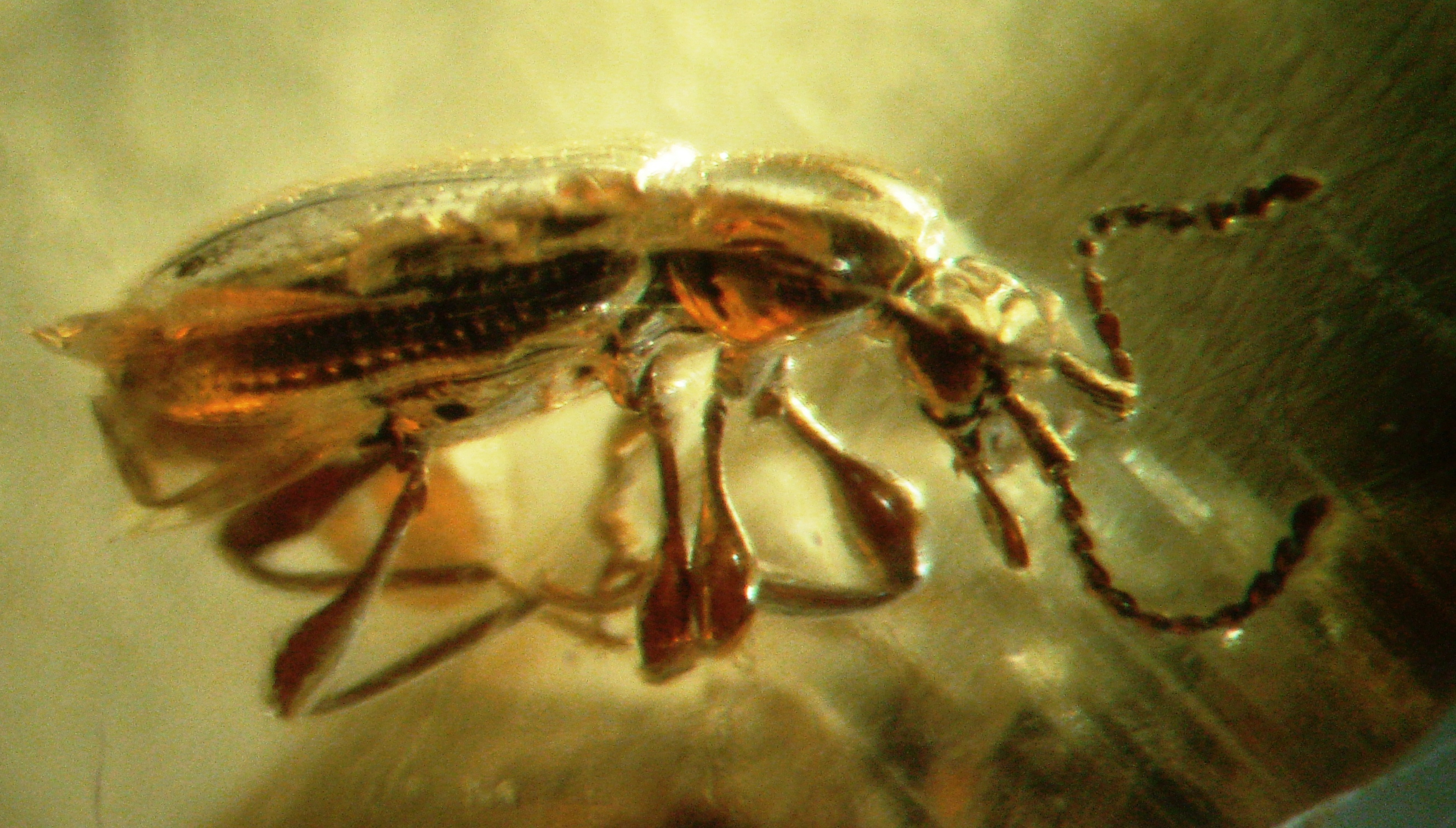
Coleoptera Scydmaenidae

호박(琥珀, 독일어: Bernstein 베른슈타인[*], 영어: Amber 앰버[*])은 나뭇진의 화석이다. 보석으로 여겨져 장식품이나 절연재에 쓰이지만 광물은 아니다. 호박의 연대는 보통 3,000 만 ~ 9,000 만여 년으로, 곤충이나 작은 포유류 등 포유물이 들어가 있는 경우도 있다. 북유럽과 도미니카 공화국의 호박이 유명하다.

## 어원
호박(琥珀)이란 단어는 고대 중국에서 호랑이가 죽으면 그 영혼이 땅으로 가 돌이 된다고 믿었던 것에서 유래하였다.

## 사용

### 장신구

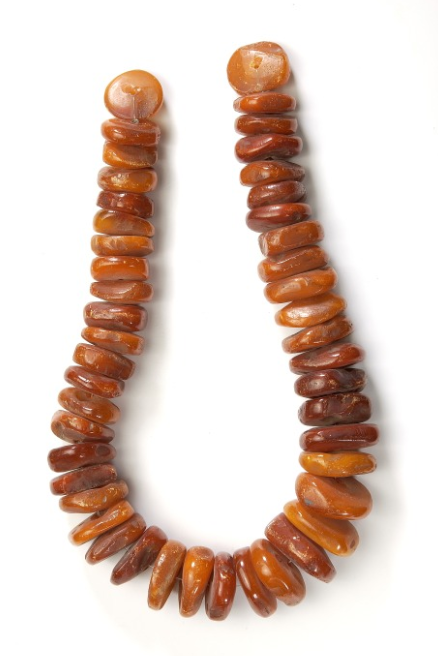
기원전 1000년에서 2000년 사이의 호박 목걸이

호박은 석기 시대 이래인, 13,000년 전부터 장신구로 사용되었다. 호박 장신구는 미케네 시대 무덤 및 유럽 전역에서 발견되고 있다. 오늘날에 들어서서는 흡연 및 유리세공용 마우스피스에도 사용된다.

### 의료
호박은 호박이 지녔다고 주장되는 치료 성질 때문에 민간 요법에서 오랜 기간 사용되고 있다. 호박과 호박의 추출물 들은 고대 그리스의 히포크라테스 때부터 중세 시대까지 그리고 20세기 초까지 다양한 치료 용도로 사용되었다. 중의학에서는 호박을 '마음을 진정시키는 데'에 사용한다.

## 같이 보기
- 암석
  - 퇴적암
- 인물
  - Jūratė and Kastytis
  - 헬리아데스

- 보석
  - 암몰라이트 (Ammolite)
  - 진주
- 지역 및 지명
  - 호박방 - 호박 등의 유명한 보석들로 꾸며진 방.
  - 호박의 길